# Bartsia canescens
Bartsia canescens är en snyltrotsväxtart som beskrevs av Hugh Algernon Weddell. Bartsia canescens ingår i släktet svarthösläktet, och familjen snyltrotsväxter. Inga underarter finns listade i Catalogue of Life.